# Elena Ruiz Barril
Elena Ruiz Barril, (Rubí, Vallès Occidental, 29 d'octubre de 2004) és una jugadora de waterpolo catalana.
Formada al Club Natació Rubí, hi va debutar a la Divisió d'honor la temporada 2017-18. També disputà diverses edicions de la Copa de la Reina i es convertí en la màxima golejadora de la Divisió d'Honor la temporada 2020-21. La temporada 2022-23 fitxà pel Club Natació Sabadell, amb el qual guanya una Eurolliga de la LEN, una Lliga espanyola, una Copa de la Reina i una Copa Catalunya. La temporada següent fitxà pel Club Natació Sant Andreu, amb el qual guanyà la primera Copa de la Reina de l'entitat andreuenca i fou escollida MVP de la competició. Internacionalment amb la selecció espanyola amb setze anys, es proclamà campiona del Món en categoria júnior (2021). Amb la selecció absoluta, participà als Jocs Olímpics de Tokio 2020, on aconseguí la medalla d'argent. Entre d'altres reconeixements, ha rebut el premi a l'esportista femenina amb més projecció de l'any 2022, en el marc de la 25a Festa de l'Esport Català, organitzada pel diria Sport i la Unió de Federacions Esportives de Catalunya. Va formar part de l'equip espanyol de waterpolo a Paris 2024 que va guanyar la medalla d'or.

## Palmarès
Clubs
- 1 Eurolliga femenina de la LEN (2022-23)
- 1 Lliga espanyola de waterpolo femenina (2022-23)
- 2 Copes espanyoles de waterpolo femenina (2023, 2024)
- 1 Copa Catalunya de waterpolo femenina (2022-23)

Selecció espanyola
- 1 medalla d'or als Jocs Olímpics de Paris 2024
- 1 medalla d'argent als Jocs Olímpics d'Estiu Tokio 2020
- 1 medalla de bronze al Campionat del Món de waterpolo (2024)
- 5a lloc al Campionat del Món de waterpolo (2021)